# T-24坦克
T-24是苏联于1931年生产的中型坦克。该坦克仅生产了24辆，且从未在战斗行动中被目击到。这是位于乌克兰的KhPZ生产的第一种坦克，该厂后来负责生产了大获成功的苏联坦克T-34和T-54。T-24的悬挂系统之前已成功应用于苏联的第一种专用火炮牵引车。
T-24的主武器是一门45mm炮。它的车体内有一挺球架式7.62mmDP轻机枪，炮塔内另有一挺，第三挺置于主炮塔上方的副炮塔内。其装甲在那个年代可称优良，但该车的引擎和传动系统存在诸多问题。

## 生产历史
1928年苏联在乌克兰哈爾科夫的哈尔科夫运输机械制造厂(KhPZ)成立了一所坦克设计局。此厂的第一个坦克项目是T-12（或称作T-1-12）。该车是T-18坦克的较大版本，拥有功率更大的引擎（T-18设计基于雷诺FT-17）。在生产了一辆原型车并获得了量产30辆的授权后，因机动表现令人失望，厂方决定进行进一步的开发工作。
项目被重新指定为T-24，并在解决了传动和供油系统的问题和设计了更大的炮塔后完成。在实施前期测试时，尽管发生了引擎着火事故，导致被迫换装T-12原型车的炮塔才能继续测试，但其表现令人满意。该车仅在1931年生产了共计24辆，并且最初只装备有机枪，直到第二年的1932年才安装了45mm炮。
T-24被发现是不可靠的，只被用做训练和检阅。虽然是一部失败作品，但该车让KhPZ厂获得了设计和生产坦克的最初经验，而这些经验在1931工厂开始受命生产美国克里斯蒂坦克（即BT坦克）时，得到了极为成功的应用。

## 火炮牵引车

### 共产国际牵引车

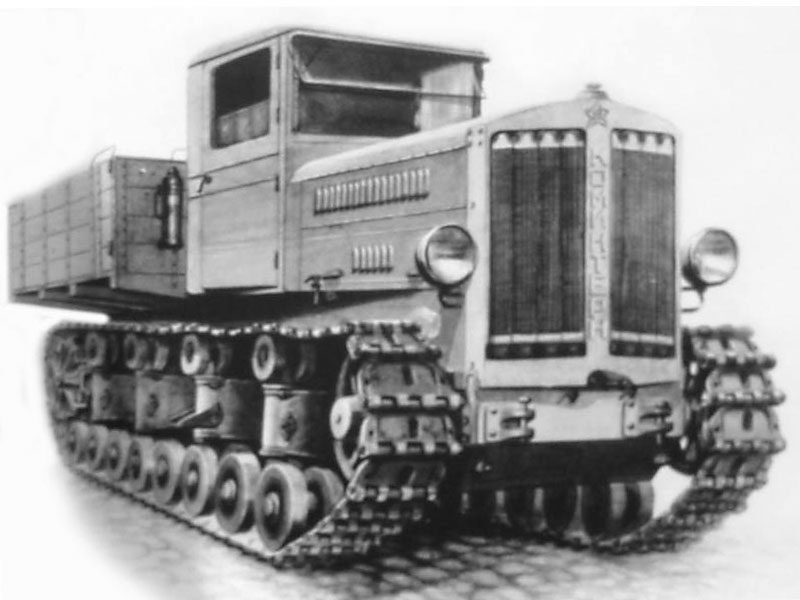
Komintern火炮牵引车

KhPZ厂的共产国际(Komintern)火炮牵引车起初使用T-12坦克的悬挂，该型号自1930年共生产50辆，后来使用与T-24同样的悬挂并在1935年至1941年间生产了2000辆，由一部131匹柴油引擎驱动。与它的前辈坦克的惨淡命运相反，这型牵引车性能更佳并被投入量产。共产国际牵引车继承了T-24坦克的多个缺陷，但其中一些被设计者解决了，而另一些对于牵引车而言并不像对坦克那样显著。共产国际被用于拖曳152mm榴弹炮或者更重的火炮。

#### 性能諸元
- 組員：1人
- 重量：10.5 ton
- 長度：5.767 m
- 寛度：2.21 m
- 高度：2.54 m
- 引擎：96.85 kW (129.9 hp) 4缸煤油引擎
- 極速：30km/h
- 最大行程：170km

### 佛羅希洛夫牵引车
佛羅希洛夫(Voroshilovets)重型火炮牵引车同样基于T-24的悬挂系统，且使用和BT-7M、T-34同样型号的V-2型柴油引擎，是共產國際拖車的後繼型。该车从1939年起到德国入侵前在KhPZ厂生产了约230辆，1941年入侵开始后，生产被转移到斯大林格勒拖拉机厂，直到1942年八月，總產量450輛左右。

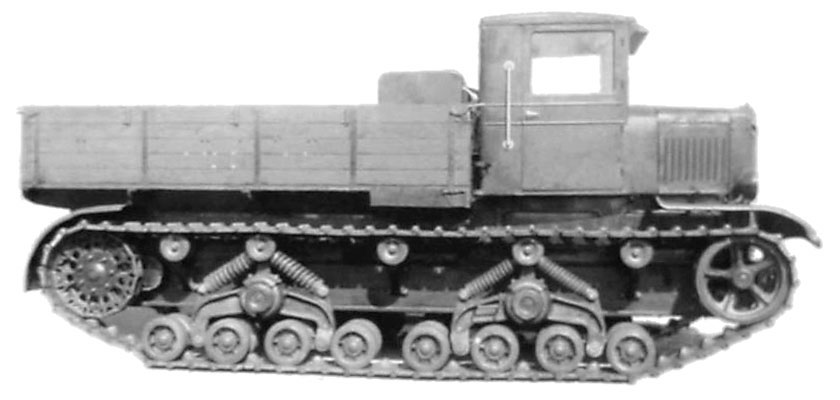
Voroshilovets重型火炮牵引车

#### 性能諸元
- 組員：1人
- 重量：15.5 ton
- 長度：6.22 m
- 寛度：2.35 m
- 高度：2.74 m
- 引擎：260.75 kW (350 hp) 4缸煤油引擎
- 極速：36km/h
- 最大行程：270km